# Herb Ogrodzieńca
Herb Ogrodzieńca – jeden z symboli miasta Ogrodzieniec i gminy Ogrodzieniec w postaci herbu.

## Wygląd i symbolika
Herbem jest późnogotycka tarcza typu hiszpańskiego (o owalnym zakończeniu). Pole czarne; pomiędzy dwiema pionowymi wstęgami koloru srebrnego, zbliżonymi kształtem do przewróconej greckiej litery omega, znajduje się berło w tym samym kolorze, ze zwieńczeniami w kształcie półlilii, zwróconymi ku czołowi i ku podstawie herbu. Wstęgi i berło przepasane są trzema przewiązkami złotymi.

## Historia
Najstarszy wzór miejskiego herbu Ogrodzieńca pochodzi z pieczęci z 1718 r. Pieczęć zachowała się do 1940 r., miała średnicę 2,5 cm i zawierała symbol, który dzisiaj widnieje na tarczy ogrodzienieckiego herbu jako jego godło. Herb ten był podobny do herbów Gozdawy i herbu Bonerów – podwójna trójlistna lilia, jednakże o innym układzie, bardziej „rozszerzonym” (liście nie przylegały do siebie). Po odzyskaniu w 1973 r. przez Ogrodzieniec praw miejskich, utraconych po powstaniu styczniowym, opracowano nowy wzór herbu. Przedstawiał w zielonej tarczy herbowej trzy białe, ceglane i blankowane baszty w układzie w trójkąt: jedna baszta była po prawej stronie, druga po lewej, a trzecia - centralnie poniżej, zaś ponad nimi znajdowała się czerwona tarcza sercowa z białym orłem. Trzy baszty miały nawiązywać do zamku Bonerów, znajdującego się w pobliskiej wsi Podzamcze. W 2004 roku dokonano modyfikacji herbu: na miejscu tarczy sercowej z białym orłem umieszczono samą sylwetkę orła w kolorze złotym. Obydwa herby jednak nie spełniały do końca wymogów heraldycznych. W 2019 roku rozpoczęto starania na rzecz zmiany miejskich insygniów na takie, które będą zgodne z zasadami heraldyki oraz będą nawiązywały do dawnych symboli miasta. Zaproponowany nowy herb został zaakceptowany przez Komisję Heraldyczną. W dniu 9 lutego 2021 roku Rada Miasta i Gminy Ogrodzieniec uchwaliła przyjęcie nowego herbu Ogrodzieńca.